# Ákos (település)
Ákos (románul Acâș, németül Fürstendorf, ukránul Акиш): falu Romániában, Szatmár megyében. Községközpont, melyhez Krasznamihályfalva, Újnémet és Gánás (Gánáspuszta) tartozik.

## Fekvése
Nagykárolytól 31 km-re délkeletre, Szatmárnémetitől 36 km-re délre a Kraszna jobb partján fekszik.

## Nevének eredete
Neve az Ákos magyar ősi személynévből ered, amelynek jelentése fehér sólyom. A település nevét az Ákos nemzetség egykori monostoráról Ákosmonostorról kapta. Román neve a magyarból való.A német neve Fürstendorf, amelynek jelentése Hercegfalu.

## Története

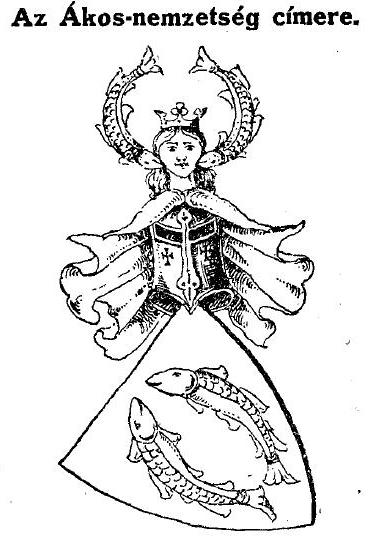
Ákos nemzetség címere

A település nevét 1342-ben említették először az oklevelek Akusmonustura néven.
1342-ben a váradi káptalan adta az akkor szolnokvármegyei Akusmonustora nevű birtok negyedrészét (leánynegyed) az Ákos nemzetséghez tartozó Ákos leányának Ilonának és vejének Zywly Jánosnak adta.
1370-ben I. Lajos király az e vármegyéhez tartozó Akusfalwa birtokot Kávási György fiának Miklós mesternek adta.
1411-ben Zsigmond király előtt Ákosi Dénes fia Tamás kiadta rokonának Kisfaludi Jakabnak és Péternek az őket anyjuk után megillető leánynegyedet.
1421-ben Ákos már jelentékeny település volt városi ranggal (Opidum), Akos néven, s a Bihar megyei Adorján várához tartozott, mint a Csákiak birtoka.
1475 körül az Oroszi és Ákosi családok részbirtoka volt.

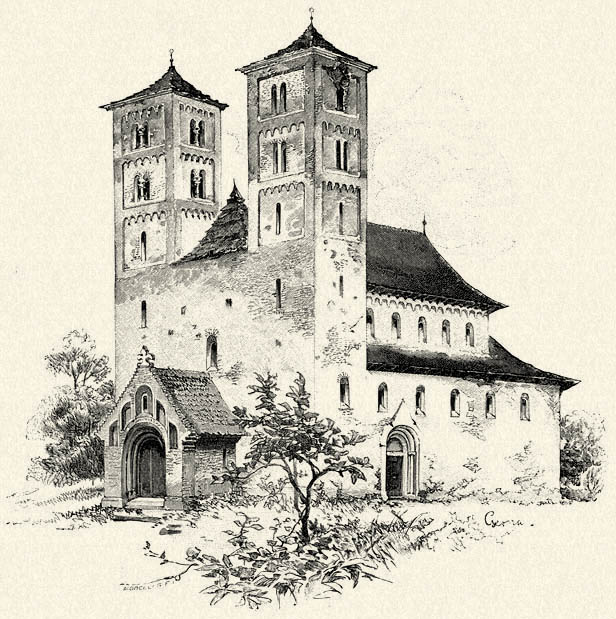
Ákos református temploma egy régi rajzon

1559-ben idevaló nemesek: Dobszai Péter és Papp vagy Vid István szerepeltek tanúként a Bodon és Csiglen nevű erdők hovatartozásának megállapításakor.
1579-ben Ákos városában (Opidum) somlyai Báthory Zsigmond erdélyi vajda új adományozás címén részbirtokot ad Mihályfalvi Eördög Györgynek és Eördög Katalinnak, ki Báthori Zsigmond fejedelem újvári familiárisának Köblösi Theke Tamásnak felesége volt.
1664-ben Ákos Papp István fia Zsigmond sógorának, Fekete Györgynek adta a birtokrészét, mivel nagyecsedi Fekete György váltotta ki őt a pogány rabságból.
Ákos az 1600-as években is jelentékeny hely volt. A vármegye gyakran tartotta itt üléseit; így 1629-ben és 1650-ben is.
1786-ban Ákosi Veres Ferencnek, néhai Ákosi Zsigmond fiának, valamint a Veres család tagjainak birtoka volt.
1847-ben végzett összeíráskor 1686 lakosa volt, melyből római katolikus 20, görögkatolikus 404, református 1220, izraelita 42 fő volt.
1890-ben 1502 lakosából 1076 magyar, 2 német, 397 oláh, 27 egyéb nyelvű volt. Ebből római katolikus 46, görögkatolikus 402, evangélikus 7, református 932, izraelita 115 volt. A házak száma ekkor 260.
1910-ben 1718, többségben magyar lakosa volt, jelentős román kisebbséggel.
1992-ben társközségeivel együtt 2982 lakosából 1277 magyar, 1094 román, 599 cigány és 11 német volt.
2002-es népszámláláskor 2859 lakosa volt, amelyből 1413 magyar, 923 román, 515 cigány, 7 német és egy szlovák volt.
A trianoni békeszerződésig Szilágy vármegye Tasnádi járásához tartozott.

## Népessége
2011-ben Ákos községnek 2827 lakosa volt. Magyar anyanyelvű 1965 fő, román 760 fő, cigány 19 fő. A cigány nemzetiségűek döntő többsége magyar anyanyelvűnek vallja magát.

## Gazdasága
A lakosság nagy része mezőgazdaságból él. A mezőgazdaság mellett a turizmus is fontos része a település gazdaságának. A falu ipari parkkal is rendelkezik, melyben egyelőre csak egy gyár működik.

## Látnivalók
- A református templom (amely eredetileg a Szent Benedek-rendhez tartozott) a 12. század közepén épült román stílusban. 1642-ben leégett és csak 1732-ben javították ki, ekkor kerültek tornyaira a barokk fedelek.[2] 1896 és 1902 között Schulek Frigyes tervei szerint restaurálták. A hagyomány szerint lehetetlen bevakolni, szép vörös téglafala monumentális hatást ad.
- Termálfürdője a megye legjelentősebbjei közé tartozik.
- Az ortodox templom a 19. század elején épült barokk stílusban.
- A holokauszt-emlékmű, melyet az Ákosról deportált zsidók emlékére emeltek.
- A faluban számos más emlékmű is található.

## A településen született
- Barra Gábor (Ákos, 1799. – Kolozsvár, 1837. december 19.) kőfestő.
- Szénássy Sándor (Ákos, 1828. április 24. – Budapest, 1872. november 29.) tanár, a Magyar Tudományos Akadémia levelező tagja (1871).
- Szekeresi Nagy József (Ákos, 1913. március 8. – Dés, 1961. augusztus 6.) Ákos község bírója.

## Képek

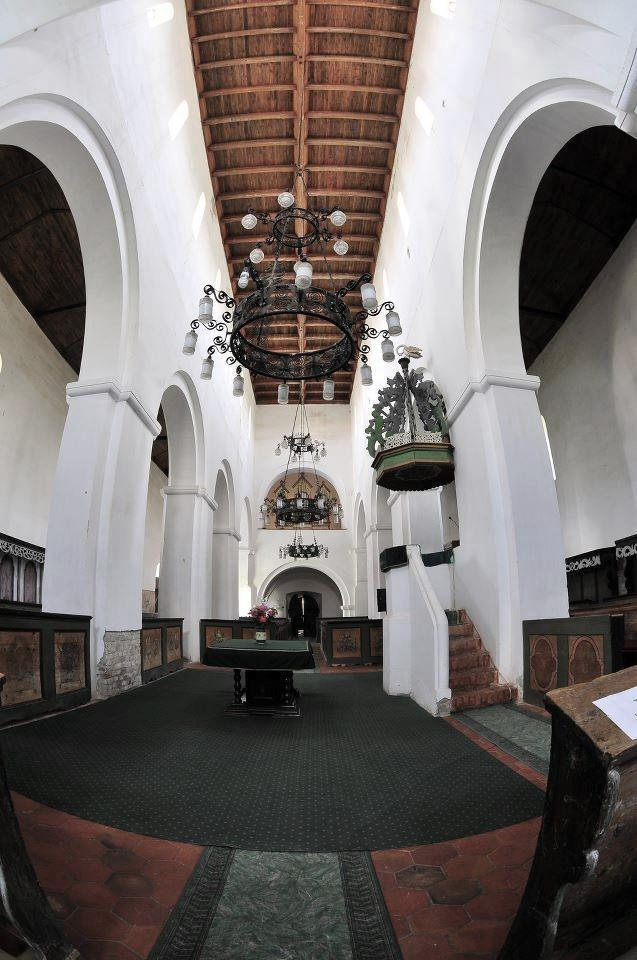
Az ákosi református templom belseje
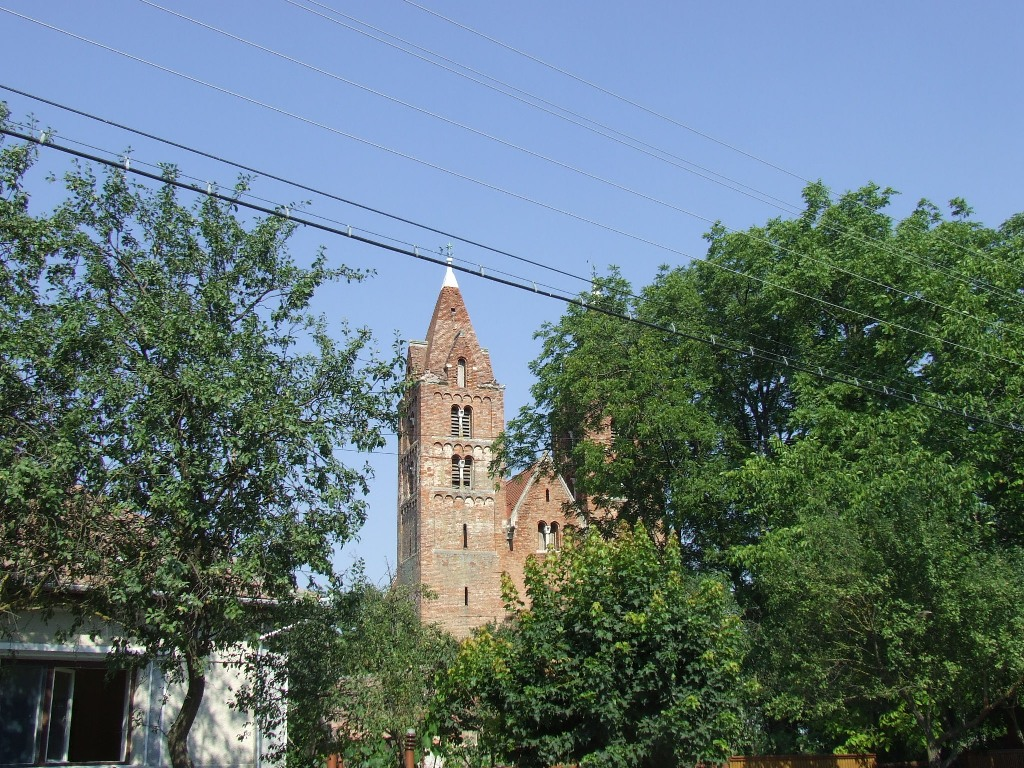
A református templom

## Testvértelepülések
- Markaz, Magyarország
- Döge, Magyarország